# Bayern Rundfahrt 1999
La Bayern Rundfahrt 1999, undicesima edizione della corsa, si svolse dal 20 al 24 maggio su un percorso di 878 km ripartiti in 5 tappe (la terza suddivisa in due semitappe), con partenza a Scheinfeld e arrivo a Oberstdorf. Fu vinta dal tedesco Rolf Aldag della Team Deutsche Telekom davanti al norvegese Svein Gaute Hølestøl e all'altro tedesco Torsten Schmidt.

## Tappe
| Tappa  | Data      | Percorso                                        | km    | Vincitore di tappa | Leader cl. generale |
| ------ | --------- | ----------------------------------------------- | ----- | ------------------ | ------------------- |
| 1ª     | 20 maggio | Scheinfeld > Mainburg                           | 234   | Giacomo Battistel  | Giacomo Battistel   |
| 2ª     | 21 maggio | Mainburg > Zwiesel                              | 183,8 | Erik Zabel         | Christian Henn      |
| 3ª-1ª  | 22 maggio | Zwiesel > Pfarrkirchen                          | 112   | Kris Gerits        | Christian Henn      |
| 3ª-2ª  | 22 maggio | Pfarrkirchen > Pfarrkirchen (cron. individuale) | 14,6  | Martin Rittsel     | Rolf Aldag          |
| 4ª     | 23 maggio | Pfarrkirchen > Dachau                           | 158   | Erik Zabel         | Rolf Aldag          |
| 5ª     | 24 maggio | Dachau > Oberstdorf                             | 175,2 | Scott McGrory      | Rolf Aldag          |
| Totale | Totale    | Totale                                          | 878   |                    |                     |

## Dettagli delle tappe

### 1ª tappa
- 20 maggio: Scheinfeld > Mainburg – 234 km

| Pos. | Corridore            | Squadra      | Tempo    |
| ---- | -------------------- | ------------ | -------- |
| 1    | Giacomo Battistel    | Telekom      | 5h30'38" |
| 2    | Christian Henn       | Telekom      | s.t.     |
| 3    | Svein Gaute Hølestøl | Chicky World | s.t.     |

| Pos. | Corridore         | Squadra | Tempo    |
| ---- | ----------------- | ------- | -------- |
| 1    | Giacomo Battistel | Telekom | 5h30'32" |

### 2ª tappa
- 21 maggio: Mainburg > Zwiesel – 183,8 km

| Pos. | Corridore      | Squadra    | Tempo    |
| ---- | -------------- | ---------- | -------- |
| 1    | Erik Zabel     | Telekom    | 4h25'45" |
| 2    | Jürgen Werner  | Nurnberger | s.t.     |
| 3    | Andreas Kappes | Agro       | s.t.     |

| Pos. | Corridore      | Squadra | Tempo    |
| ---- | -------------- | ------- | -------- |
| 1    | Christian Henn | Telekom | 9h56'02" |

### 3ª tappa - 1ª semitappa
- 22 maggio: Zwiesel > Pfarrkirchen – 112 km

| Pos. | Corridore       | Squadra         | Tempo    |
| ---- | --------------- | --------------- | -------- |
| 1    | Kris Gerits     | Vlaanderen 2002 | 2h30'22" |
| 2    | Olaf Pollack    | Agro            | s.t.     |
| 3    | Christian Heule | Ericsson        | s.t.     |

| Pos. | Corridore      | Squadra | Tempo     |
| ---- | -------------- | ------- | --------- |
| 1    | Christian Henn | Telekom | 12h27'20" |

### 3ª tappa - 2ª semitappa
- 22 maggio: Pfarrkirchen > Pfarrkirchen (cron. individuale) – 14,6 km

| Pos. | Corridore       | Squadra      | Tempo  |
| ---- | --------------- | ------------ | ------ |
| 1    | Martin Rittsel  | Chicky World | 18'18" |
| 2    | Rolf Aldag      | Telekom      | a 8"   |
| 3    | Torsten Schmidt | Chicky World | a 32"  |

| Pos. | Corridore  | Squadra | Tempo     |
| ---- | ---------- | ------- | --------- |
| 1    | Rolf Aldag | Telekom | 12h46'10" |

### 4ª tappa
- 23 maggio: Pfarrkirchen > Dachau – 158 km

| Pos. | Corridore         | Squadra    | Tempo    |
| ---- | ----------------- | ---------- | -------- |
| 1    | Erik Zabel        | Telekom    | 3h32'10" |
| 2    | Miguel Ángel Meza |            | s.t.     |
| 3    | Jürgen Werner     | Nurnberger | s.t.     |

| Pos. | Corridore  | Squadra | Tempo     |
| ---- | ---------- | ------- | --------- |
| 1    | Rolf Aldag | Telekom | 16h18'22" |

### 5ª tappa
- 24 maggio: Dachau > Oberstdorf – 175,2 km

| Pos. | Corridore           | Squadra      | Tempo    |
| ---- | ------------------- | ------------ | -------- |
| 1    | Scott McGrory       | Gerolsteiner | 4h03'20" |
| 2    | Martin Rittsel      | Chicky World | s.t.     |
| 3    | Stephan Gottschling | Agro         | s.t.     |

| Pos. | Corridore            | Squadra      | Tempo     |
| ---- | -------------------- | ------------ | --------- |
| 1    | Rolf Aldag           | Telekom      | 20h23'37" |
| 2    | Svein Gaute Hølestøl | Chicky World | a 20"     |
| 3    | Torsten Schmidt      | Chicky World | a 26"     |

## Classifiche finali

### Classifica generale
| Pos. | Corridore            | Squadra                     | Tempo     |
| ---- | -------------------- | --------------------------- | --------- |
| 1    | Rolf Aldag           | Team Deutsche Telekom       | 20h23'37" |
| 2    | Svein Gaute Hølestøl | Team Chicky World           | a 20"     |
| 3    | Torsten Schmidt      | Team Chicky World           | a 26"     |
| 4    | Thomas Liese         | Team Nurnberger             | a 1'00"   |
| 5    | Christian Henn       | Team Deutsche Telekom       | a 1'05"   |
| 6    | Ronny Lauke          | Die Continentale-Olympia    | a 1'12"   |
| 7    | Sven Teutenberg      | Gerolsteiner                | a 1'27"   |
| 8    | Kurt Van Lancker     | Vlaanderen 2002-Eddy Merckx | a 1'43"   |
| 9    | Kris Gerits          | Vlaanderen 2002-Eddy Merckx | a 6'22"   |
| 10   | Kristof Trouvé       | Vlaanderen 2002-Eddy Merckx | a 7'15"   |